# 李冰冰
李 冰冰（リー・ビンビン、1973年2月27日 - ）は、中華人民共和国の女優・歌手。日本では常用漢字を用い李氷氷と表記される場合がある。身長165cm。 

## 経歴
1973年、黒竜江省ハルビン市五常市に出生。1993年に上海戯劇学院に入学し演技を学ぶ。1994年に女優デビュー以来、多数のテレビドラマと映画に出演している。
2000年、張元（チャン・ユアン）監督の『ただいま』（主演）の演技により、第13回シンガポール国際映画祭最優秀女優賞を受賞。2008年には『雲水謠』で第17回中国金鶏百花電影奨・最優秀主演女優賞を受賞。2009年には『風聲』で第46回台湾金馬賞・最優秀主演女優賞を受賞。ハリウッド映画には2008年公開の『ドラゴン・キングダム』でデビュー。
2012年、日本のテレビゲームが原作であるアメリカ映画『バイオハザードV リトリビューション』にエイダ・ウォン役で出演したが、尖閣諸島問題を巡る日本政府の対応への抗議の一環として、日本での映画PRを兼ねた同年9月の都内試写会を欠席した。
2014年には『トランスフォーマー/ロストエイジ』、2018年には米中合作の新作『MEG ザ・モンスター（中国題：巨歯鯊）』に出演した。『MEG ザ・モンスター』での出演はハリウッド作品初のヒロイン役となっている。

## 主な出演作品

### 映画
- ただいま 過年回家 （1999年）
- 百年百合 （2003年）
- 剣客之恋 老鼠愛上猫 （2003年）
- パープル・バタフライ 紫蝴蝶 （2003年）
- イノセントワールド -天下無賊- 天下無賊 （2004年）
- 独り、待っている 独自等待 （2004年）
- シルバーホーク 飛鷹 （2004年）
- ドラゴン・スクワッド 猛竜 （2005年）
- 童夢奇縁 （2005年）
- 雲水謠 雲水謠 （2005年）
- 僕は君のために蝶になる 蝴蝶飛 （2007年）
- ドラゴン・キングダム The Forbidden Kingdom （2008年）
- 王朝の陰謀 判事ディーと人体発火怪奇事件 狄仁杰之通天帝国 （2009年）
- 風聲 （2009年）
- トリプルタップ 鎗王之王 （2010年）
- 1911 辛亥革命 （2011年）
- 雪花と秘文字の扇 雪花密扇 Snow Flower and the Secret Fan （2011年） ※2011東京／札幌・中国映画週間で上映[7]
- バイオハザードV リトリビューション Resident Evil: Retribution （2012年）
- トランスフォーマー/ロストエイジ Transformers: Age of Extinction （2014年）
- 魔界戦記 〜雪の精と闇のクリスタル〜 鍾馗伏魔 雪妖魔霊 （2015年）
- ガーディアンズ: 呪われた地下宮殿 7 Guardians of the Tomb （2017年）
- MEG ザ・モンスター The Meg （2018年）
- 平凡英雄（2022年）

### テレビドラマ
- 天空之城 天空之城 （2004年）
- 八人の英雄 八大豪侠 （2005年）

### 広告・CM
- 東芝 （2008年12月 - ）